# Яуза (издательство)
Издательство «Яуза» — российское издательство.

## История
Издательство «Яуза» было основано в 1993 году. Поначалу специализировалось на детско-юношеской литературе, постепенно расширило своё место на рынке как количественно, так и в отношении продвигаемых жанров.
Утверждается, что после 2006 года «Яуза» стала частью холдинга «Эксмо».
«Яуза» в первую очередь специализируется на общественно-политической тематике. 80 % из всей издаваемых книг относится к документальному жанру (публицистика, мемуары, историко-документальная и научно-популярная литература) и 20 % — к художественной литературе, в том числе около 5 % издаваемых книг припадает на долю фантастического жанра альтернативная история. Помимо основного направления — военно-исторической литературы, «Яуза» выходит и на другие сегменты книжного рынка.

## Позиционирование
Издательство ставит своей основной задачей «воспитание военно-патриотического духа в подрастающем поколении России». На протяжении многих лет значительное место уделяется книгам, посвященным теме Великой Отечественной войны, как прямо, так и в различных художественных жанрах, включая фантастику.
Издательство сотрудничает с некоторыми научно-исследовательскими институтами, среди которых можно отметить Институт военной истории РАН. Некоторые авторы издательства «Яуза» являются лауреатами литературных премий.

## Награды
- 2005 — Литературная премия имени Александра Беляева за книги серий «Совершенно секретно» и «Анти-»; номинация «Издательство»

## Книжные серии
- История
  - Информационные войны
  - Необъявленные войны
  - Запретные мемуары
- Фантастика
  - Военно-фантастический бестселлер
  - Военно-историческая фантастика
  - В вихре времен
  - Пушки против магии
  - Претендент на Букеровскую премию

## Авторы
С издательством сотрудничает ряд известных писателей: Федор Березин, Глеб Бобров, Алексей Махров, Юрий Корчевский, Александр Конторович, Олег Таругин; публицистов: Лев Вершинин, Д. Верхотуров, Артем Драбкин, Алексей Исаев, Р. Ищенко, Юрий Мухин и другие.
Есть псевдоним для коллективных книг Фёдор Вихрев.

## Критика
«Дочка» издательства «Яуза» «Яуза-пресс» часто выпускает книги, вызывающие неоднозначную реакцию.
- Изданная в 2004 году книга Юрия Мухина «За державу обидно!» с пропагандой антисемитизма внесена в список экстремистских материалов Роскомреестра (№ 1450)[4].
- В 2007 году была выпущена книга Д. Соколова-Митрича «Нетаджикские девочки, нечеченские мальчики», которую долго отказывались публиковать другие издательства[5].
- В 2012 году был скандал в связи с тем, что «Яуза-пресс» выпускало автобиографические книги серии «Уникальная автобиография женщины-эпохи», хотя многие автобиографиями не являлись. Однако оказалось, что это не нарушает законов[6].
- В 2013 году с издательством судилась Ксения Собчак, недовольная тем, что на обложке книги «„Блудная дочь“ Кремля. Ксения Общак» была использована её фотография без её разрешения[7][8].